# Rio Cârligu (Straja)
O Rio Cârligu é um rio da Romênia, afluente do Straja, localizado no distrito de Gorj.